# Giriawas
Giriawas is een bestuurslaag in het regentschap Garut van de provincie West-Java, Indonesië. Giriawas telt 6413 inwoners (volkstelling 2010).